# Бранимир Орманов
Бранимир Иванов Орманов, или Бранимир Михайлович Горов в СССР, е български висш военноморски офицер (адмирал) и военачалник, а преди това съветски флотски офицер.
Заема високи командни и ръководни длъжности: командващ Военноморския флот, после заместник-началник на Генералния щаб на БНА, след това заместник-министър на народната отбрана, накрая началник на Гражданската отбрана на НРБ. След излизането му в запас е председател на Националния океанографски комитет.

## Биография

### Родители и детски години, 1914 – 1930 г.
Бранимир Орманов е роден на 30 септември 1914 г. в Осман пазар (днешен Омуртаг). Родителите му са Иван Орманов и Ружа Орманова; Бранимир е тяхното 3-то дете, има брат Пламен и сестра Искра.
Баща му Иван Орманов е всестранно надарена личност, ерудиран педагог, отрано прегърнал социалистическата идея. Той е основател на партията в Стражица и е председател на кооперация „Освобождение“, чрез която се изпращат храни за гладуващите в Поволжието (СССР). За да организира предаването на храните на съветското правителство заминава за Одеса, където посреща корабите. За революционната му дейност е уволнен със забрана за цяла България да бъде учител. След Деветоюнския преврат от 1923 г. заминава като политически емигрант в СССР, чийто гражданин става под името Михаил Горов. Той е публицист, кооперативен деец, научен работник – крупен специалист по аграрните въпроси, доктор на икономическите науки в СССР. Паметта за Иван Орманов се пази: негови паметници са изградени в Стражица и в Омуртаг, а училището в Стражица до септември 1990 г. носи неговото име.
Ранното си детство Бранимир прекарва в село (сега град) Стражица, Великотърновско, където родителите му са учители. 9-годишният Бранимир с майка си Ружа и сестра му Искра също емигрират в СССР през 1923 г., като пътуват с параход от Истанбул за Одеса. По-късно пристига и по-големият брат Пламен, завършил образованието си в Германия.

### Съветски съюз, 1923 – 1946 г.

#### Обучение във ВВМУ „Фрунзе“, 1930 – 1936 г.
През октомври 1930 г. под името Бранимир Михайлович Горов, след като е учил в техникум по електротехника, е приет в подготвителните курсове на Висшето военноморско училище „Фрунзе“ в Ленинград (сега Санкт Петербург), което е приемник на Морския кадетски корпус, възпитал много видни моряци, в това число и българи. По онова време в училището цари атмосферата на елитно военно училище. Високо се ценят високата обща и професионална култура, знаенето на чужди езици (преди всичко английски), познаване на морската практика. През май 1936 г. Горов завършва военноморското училище като отличник и предсрочно е произведен в първо офицерско звание.

#### Офицер в Балтийския флот, 1936 г.
Бранимир Горов започва офицерската си служба в Балтийския ВМФ, Кронщат, назначен за щурман на подводница тип „Л“. В дивизиона подводни лодки инженер-механик е големият българин Гечо Кокилев (в СССР с името Георгий Кокулев), учил в Морското машинно училище и завършил Военноморската академия Ленинград, при когото младият Горов е чест гост. Кокилев има бурна революционна биография – механик на партийната яхта „Иван Вазов“, участник в Септемврийското въстание от 1923 г., съорганизатори на бунта и бягството на 43-та от о-в Св. Анастасия. През втората половина на 1936 г. подводницата, на която служи щурманът Горов, е изпратена да помага на републиканското правителство на Испания. Но е върната от района на Балтийските проливи, понеже изходът на войната в Испания е бил вече предрешен.

#### Репресиран отНКВД, 1936 – 1937 г.
Когато вълната на недоверието и сталинските репресии обхваща и военните специалисти, Гечо Кокилев, спасил се от полицейските куршуми в България, ще загине от куршум на НКВД. На 10 септември 1937 г. ст. лейт. Бранимир Горов е арестуван като „враг на народа“. Вината му е била, че имал приятел евреин, чиито родители са в лагер, а и той също по-късно е арестуван. И офицерът Бранимир Горов е арестуван, защото имал приятел „изменник на родината“ и го посещавал в дома му. И по кратката процедура Горов е осъден на смърт от „тричленката“. Половин година е в килията на смъртниците, но след това ненадейно е пуснат на свобода. Има различни версии за освобождаването му. Най-вероятната е, че за това е изиграла роля намесата на Георги Димитров, който е бил близък с родителите на Бранимир Горов. Към този момент баща му вече е бил починал, но среща с Димитров си е извоювала майка му Ружа Орманова.

#### Отново във ВМФ СССР, 1938 – 1947 г.
Случайна среща с негов бивш командир от Ленинград, състояла се в Москва през 1938 г., връща Бранимир Горов в строя като офицер от съветския военноморски флот. На 27 юни 1939 г. е назначен за преподавател по навигация и мореходна астрономия в Каспийското военноморско училище в Баку. В този град Бранимир Горов се среща с жената, с която ще бъде до края на дните си – Евгения, там се ражда дъщеря им Елена.
На тази длъжност го заварва началото на войната с Германия. Рапортите му за изпращане в действащия флот остават без последици. Той продължава да обучава офицери за корабите. През 1942 г. е изпратен на курсове в Самарканд, където се подготвя за изпълнение на задачи, свързани с посрещането и съпровождането на американските корабни конвои, които доставят през Тихия океан помощи по договора „заем-наем“ за воюващия Съветски съюз. След курсовете заминава за Далечния изток, където изпълнява такава задача.
През 1943 г. се завръща в Баку и продължава преподавателската си дейност в КВВУ. След вдигане на блокадата на Ленинград в началото на 1944 г. и възстановяването на занятията във висшето военноморско училище „Фрунзе“, неговата популярност на високо ерудиран, с подчертани качества на преподавател и педагог го отвеждат в това елитно училище за преподавател по навигация и астрономия. Но през 1945 г. е принуден по семейни причини да напусне Ленинград и да се премести да работи в Одеса – отново преподавател в съществувалото тогава Одеско военноморско училище.
През 1946 г. на кап.-лейт. Бранимир Горов е предложено, както и на много други българи-политемигранти, да се завърне в България за продължаване на службата си в Българските военноморски сили. Макар 23 години да е далеч от своята родина България, тя е оставила незаличими спомени в съзнанието му. И той не престава да мечтае да се завърне в нея. Животът му в емиграция в продължение на 16 години е изпълнен с непрестанен стремеж да израсне и се реализира в избрания от него път като добре подготвен морски командир и специалист. И затова той посреща с голяма радост разрешението да се завърне в България. В началото на 1947 г. се връща в България.

### България, 1947 – 1985 г.

#### Народно военноморско училище, 1947 – 1948 г.
Със завръщането му той е изпратен във Варна, присвоено му е званието „капитан II ранг“ и под неговото си име Бранимир Иванов Орманов на 10 април 1947 г. е назначен за инспектор на класовете в Народното Военноморско училище. Осемте години преподавателска и командирска работа в трите съветски висши военноморски училища изиграват своята роля. Със знанията си и опитът си той се включва активно в работата на колектива офицери в НВМУ. И веднага кап. II ранг Орманов констатира отсъствието на съвременна организация на учебния процес, учебните програми са общи без разчет на часовете, липсват каквито и да е било планове. Орманов се заема активно с решаването на тази задача, където опитът му като преподавател му помага изключително много. Въпреки съпротивата на по-голямата част от преподавателите се въвежда планирането на учебния процес. Едновременно с това кап. II ранг Орманов е особено е взискателен към бъдещите офицери и е особено строг при прояви на нарушение на дисциплината. Кап. II ранг Орманов влиза в конфликт с някои от по-буйните кадети и много строго наказва няколко бивши партизани за самоволно напускане на училището. Но той се налага и в Морско училище се възстановява воинската дисциплина. Неговите знания и опит не остават незабелязани и през есента на същата година е назначен за временно изпълняващ длъжността Началник на НВМУ. Тук се ражда и синът на Бранимир Орманов – Чавдар.

#### Черноморски флот, 1948 – 1950 г.
През 1947 г. флотът получава от Съветския съюз значителна бойна сила – старият, но изпитан в боевете ескадрен миноносец „Железняков“, 12 преследвача на ПЛ от 3 проекта, полк торпедоносна авиация ТУ-2 (в състава на ВВС, но оперативно подчинена на ВМФ). В Одеса се подготвят екипажите за получаване на ПЛ тип „М“ и ТК тип ТМ-200. Толкова бойни кораби не са съществували и в мечтите на морските офицери. И в началото на 1948 г. кап. II ранг Орманов е назначен за началник щаб и първи заместник на командира на Черноморския военен флот на Република България. Орманов е удовлетворен от доверието, че му е предоставена възможността да се реализира като морски специалист, за което дълги години упорито се е готвил.
През есента на 1948 г. кап. II ранг Орманов е изпратен като експерт по морските въпроси от албанска страна в международния съд в Хага, където се гледа дело за вината на Албания при подривяването на мини през октомври 1946 г. на 2 ескадрени миноносеца на Великобритания в пролива до остров Корфу („Saumarez“ G-12 и „Volage“ R-41) В продължение на половин година кап. II ранг Орманов защитава блестящо интересите на Република Албания, въпреки че се среща с непознати за него дотогава неща: непозната страна, морското международно право, дотогава непознати немски морски мини и ред други неща, които затрудняват работата му. Съгласно думите на Орманов делото има благоприятен ход за Албания, „защото и аз като албанците бях честен.“ Неговата работа дава решителен принос за удовлетворителното решението на съда за Албания. Професионализмът на българския експерт е оценен от французина Пиер Кот (съдебен експерт, професор в правния факултет на Франция, помощник на албанския официален представител в съда), който заявява, „...това е първата победа на българския флот над флота на Великобритания...“. Заслугата му за благоприятния изход от процеса е оценена от Албания и албанското правителство награждава кап. II ранг Орманов с високия орден „Скендербег“. Тази командировка продължава до пролетта на 1949 г.
След завръщането си кап. II ранг Орманов заварва извършване на реорганизация на военноморските сили, при която е закрита длъжността му началник на щаба на Черноморския флот. Той е назначен за командир на бригадата надводни кораби от Черноморския военен флот. По думите на адмирал Орманов за него това е било поредното сериозно изпитание – без да е командвал кораб, му се поверява да ръководи бойната подготовка и да отговаря за бойната готовност не само на един кораб, а за цяло съединение бойни кораби. Тогава се поставя началото на водене на бойната подготовка по нови методи, което за командира на съединението изисква прелом в съзнанието и психиката му. И той преустроява дейността и мисленето си от офицер-изпълнител в офицер-ръководител.
В края на 1949 г. началникът на щаба на Морските войски (Тогавашното название на ВМС) кап. I ранг Валентин Паспалеев е наклеветен и арестуван. След поредната реорганизация на военноморския флот на 12 декември 1949 г. Орманов е назначен за временно изпълняващ длъжността началник на щаба, а през февруари 1950 г. му е присвоено званието капитан I ранг. Длъжността началник на щаба е важен етап в изграждането му като бъдещ командващ.
По онова време в щаба на флота се формират отделите и службите, създават се условия за неговото нормално функциониране, поставя се началото на водене на бойната подготовка по нови методи. Но не достигат подготвени кадри. В основните отдели и служби на щаба на флота получават назначения на отговорни длъжности както по-опитни офицери, така и току-що завършили НВМУ, чиято подготовка далеч не съответства на високите изисквания към длъжностите, които заемат. Наред с усилената работа в щаба и в поделенията на флота заедно със своя началник се учат и усвояват военноморската наука и изкуство. При първата голяма „чистка“ през 1946 г. във въоръжените сили на страната във флота не уволняват веднага останалите „царски офицери“ – добре подготвени специалисти, които са уволнени последни в сравнение с другите видове въоръжени сили. Голяма роля за това играе и началникът на щаба на ВМФ кап. I ранг Орманов, който разбира, че не е достатъчна верността към Партията, за да се управляват кораби и сложното военноморско оръжие. По-късно Орманов казва, че освен всичко друго, се е учел и на обноски от тях. Неоценима тогава и в следващите години е помощта, която оказват съветските военноморски специалисти – „съветниците“. Не се стеснява да се учи от своите подчинени и от своя командващ, участника в Испанската гражданска война кап. I ранг Кирил Халачев.

#### Командващ Военноморския флот, 1950 – 1962 г.
В култовските времена кап. I ранг Халачев е наклеветен, проверен от поредната комисия и снет от длъжност. През юли 1950 г. Орманов приема изпълнението на длъжността командващ Военноморските сили на България, като е назначен на тази длъжност на 8 август същата година. Месец по-късно му е присвоено званието контраадмирал. Това събитие се посреща с радост и задоволство от офицерския корпус на флота. Той е негов флагман в продължение на 10 години. Контраадмирал Орманов поема с присъщото си чувство на висока отговорност новите задължения и съдбите на целия флот. От 1951 г. е член на Главния военен съвет. За повишаване на своята подготовка за този висок пост адмирал Орманов заминава в началото на декември 1954 г. във Военноморската академия „Ворошилов“ в Ленинград, който завършва в края на януари 1956 г.
Като командващ ВМФ счита за най-важни задачи укрепването му по пътя на нарастването на количествения и качествен състав на корабите, запазването на най-добрите специалисти, независимо от това, че е критикуван за „недостатъчен класово-партиен подход“. Но Орманов продължава да настоява за работа с така наречените „царски офицери“. Основно внимание адмирал Орманов обръща на професионализма и високата подготовка на офицерите, старшините и матросите. През тези години ВМФ се попълва с нови кораби: новия ескадрен миноносец „Георги Димитров“, 2 бр. стражеви кораби, нови противолодъчни кораби, 3 бр. подводници тип „М“, торпедни катери ТМ-200 и други. През 1957 г. са доставени нови 8 бр. торпедни катери пр. 123-К „Комсомолец“, през 1958 г. подводниците са заменени с 2 подводници пр. 613, като по този начин се възстановяват традициите на първите български подводничари. След получаването в българския ВМФ на най-големия и модерен за времето си кораб – ЕМ „Г. Димитров“, Орманов го посещава често и заедно с екипажа на кораба започва да го изучава. Той е изключително удовлетворен от присъствието на есминеца във ВМФ, защото само на кораб от такъв клас е възможно да се въплъти в пълна степен организацията на кораба в съответствие с Корабния устав, това е мястото за пълно изграждане на морските офицери – строеви и механици, това е средата за изграждане и съхраняване на морските традиции. И кораб от такъв ранг е пригоден за „демонстрация на флага“ на морска държава.
През 1957 г. е начело на групата офицери на ЕМ „Г. Димитров“ при похода му до Албания с правителствена делегация начело с министър-председателя Антон Югов. През 1958 г. на Орманов е присвоено званието вицеадмирал. Младият командващ твърдо отстоява интересите на флота, работи за неговото изграждане като боеспособен и балансиран вид ВС. Особено внимание отделя на подготовката на военноморските кадри, за тяхното изграждане, развитие, усъвършенстване на подготовката им в курсове и военни академии. Под негово ръководство се изгражда съвременен военен флот, способен да посрещне достойно предизвикателствата на тогавашното време.
През септември 1960 г. е изпратен да учи в Академията на Генералния щаб на Съветската армия в Москва. Завършва я през 1962 г. със златен медал, като блестящо защитава дипломната си работа. В нея демонстрира отличните си познания не само по въпросите за провеждане на морските операции, но също и в управлението на взаимодействащите с ВМФ сухопътни войски. Ръководството на Академията му предлага да разшири работата си и да защити научна степен. Но от Генералния щаб на БНА не му дават разрешение за това.

#### Заместник-началник на ГЩ-БНА, 1962 – 1973 г.
След завръщането си той е назначен за заместник-началник на Генералния щаб на БНА. На тази длъжност са му възлагани редица отговорни сектори от работата на ГЩ, сред които е военно-научната и научно-техническата дейност в БНА. Всичките тези сектори са достатъчно далече от ВМФ, което не му дава възможност за пълно прилагане на опита и знанията му. Неизбежно това го тревожи и не позволява да изпитва пълно удовлетворение от своята дейност. И той винаги търси задачи, свързани с ВМФ.

#### Заместник-министър и началник на ГО, 1973 – 1983 г.
През 1973 г. е назначен за заместник-министър на народната отбрана и началник на гражданската отбрана – отговорна работа и все пак още по-далеч от флота. Присвоено му е званието адмирал. Залавя се с жар да работи в новото направление. Изучава националния опит, но усвоява и опита на други страни за опазване живота на хората при екстремни ситуации и по време на война. Завършва с отличие специален курс към Академията за гражданска отбрана на СССР през 1974 г. Полага огромни усилия, за да подобри разяснителната работа за ролята и мястото на Гражданската отбрана на страната не само във военно, но и в мирно време. По негово предложение се изгражда съвременна оперативна служба на Щаба на гражданската отбрана и са формирани щатните подразделения – първите редовни роти и батальони на гражданска отбрана, за обучението на които полага големи грижи. адмирал Орманов отдели голямо внимание и на изграждането на развита комуникационна система за оповестяване. Голямо внимание отделя на формированията на гражданска отбрана в промишлените предприятия. Лично присъства при ликвидацията на разрушенията в Свищов при земетресението във Вранча през 1977 г. и отделя голямо внимание на извършването на анализ на причините, довели до разрушенията в града с привличане на специалисти от различни институти. Въз основа на този опит са направени анализи и разработени препоръки за допълнителни изисквания към строителството на сгради.

#### Председател на НОК, 1983 – 1985 г.
През 1983 г. адмирал Орманов получава предложение от председателя на ДКНТП Начо Папазов да поеме поста председател на Националния океанографски комитет. Той подава рапорт, излиза в запас и веднага получава назначението. Независимо от това, че тази длъжност е на обществени начала, той се захваща за работа с особено желание и стръв, защото най-после неговата служебна дейност отново е свързана с морето. Прави огромни усилия за сплотяване на всички институти и организации, свързани с морето, за обединяване на усилията им и постигане на най-добри резултати. Работи за установяване на контакти с други океанографски организации извън пределите на страната, за издигане престижа на българската океанографска наука. В същото време издава статии по въпросите на международното морско право. Негова заслуга е приемането на България за редовен член на Международната морска организация (IMO). През този период адмирал Орманов работи активно за издигане нивото и статута на националните институти, работещи в областта на изследване на морето. Постоянните му връзки с Института по океанология и Геологическия институт на БАН, Института по рибни ресурси, Софийския университет, ВМФ, Министерството на транспорта с Параходство БМФ и други морски организации дава възможност да се концентрират усилията им за издигане на авторитета на България като морска държава и получаване на максимална изгода за икономиката на страната от използването на морските ресурси.
В това време адмирал Орманов успява да постигне договореност с норвежката фирма GECO за продажба на България на научноизследователския кораб Geco Kappa, брегови изчислителен център и методика за провеждане на морски геофизични изследвания на световно ниво за символичната сума от 3 милиона долара. Тази фирма в началото на 1980-те години провежда около 60% от световните морски геофизични изследвания. Изгодната за страната оферта не се осъществява поради неразбиране от страна на ръководството на страната. Въпреки всичко по настояването и със съдействието на адмирал Орманов е закупен и преустроен през 1984 г. научноизследователският кораб „Академик“ за научна работа на Института по океанология на БАН, който плава. С неговото съдействие е започнато търсене и на изследователска подводница за нуждите на института, като такава подводница е закупена и въведена в действие през 1987 г.
Редицата проблеми през целия му живот и в работата нанасят сериозни удари по здравословното му състояние.
Адмирал Бранимир Орманов почива на 19 август 1985 г., малко преди своя 71-ви рожден ден, след тежко боледуване.

## Памет за адмирал Бранимир Орманов
Адмирал Бранимир Орманов напуска този свят твърде рано. А е бил личност, човек с главна буква, достоен да се помни, да се пише и говори за него. В паметта на поколения военни моряци, командири и редови остава светлият образ на флотоводеца, първият адмирал, получил заслужено висше военно звание от народнодемократичната власт.
Силно привързан към семейството си, адмирал Орманов и съпругата му Евгения отглеждат 3 деца: Елена – актриса и кинорежисьорка, Чавдар – военноморски офицер и учен, Мирослава – художничка.
Синът им Чавдар Орманов продължава делото на баща си, което носи някаква утеха на адмирала: като съветски гражданин (покрай майка си) учи във Висшето военноморско училище по радиоелектроника „А.С. Попов“ в Ленинград и го завършва през 1970 г. Става офицер в Черноморския флот на СССР, плава 3 години на БПК (големи противолодъчни кораби) проект 61, 2 пъти излиза в Средиземно море на бойна служба. В края на 1973 с активната намеса на баща си и връзките му с командващия съветския ВМФ адмирал Горшков и министрите маршал Андрей Гречко и арм. ген. Добри Джуров ст. лейт. Чавдар Орманов се завръща в България със същото звание и продължава службата си като дивизионен специалист в дивизион подводни лодки. Завършва военната си кариера като научен работник – отначало в Научния институт на ВМФ (филиал на Военния научно-технически институт, София), по-късно в Института за перспективни изследвания на отбраната. Понастоящем доц. д-р кап. I ранг (р) Чавдар Орманов е преподавател и ръководител на катедра в Техническия университет във Варна.
Основната ценност, която адмирал Орманов най-много е уважавал в хората, е добросъвестността. По негови думи тя е израз на преданост и вярност, на честност и трудолюбие, на справедливост и отговорност да формира човешкото достойнство. Не по-малко той е ценял професионализма и всеотдайността в работата. Ценял е много и доверието, което е израз на доброжелателност и на вяра в доброто начало у човека, подбужда към всеотдайност, енергична дейност, поражда добросъвестност и оптимизъм. Адмирал Орманов винаги се е придържал към максимата, че всеки командир е длъжен да възпитава подчинените си преди всичко по принципа „Прави като мен“. Той е вярвал в хората, въпреки преживяното от него в СССР, често е повтарял „Който е изгубил доверие, той няма повече какво да губи.“ В течение на 10 години той е Командващ на ВМФ и единственият адмирал на България. Забележим отдалече със своята осанка, забележителен с вечната си доброжелателна усмивка, авторитетен, достъпен, достоен и уважаван. Начетеността му е била известна на всички негови колеги, всички знаят, че той чете много, но и е обичал да споделя прочетеното.
За адмирал Бранимир Орманов могат да се кажат още много добри неща. Той е бил и ще остане в паметта ни като един високо подготвен военноморски специалист, командир, вечно търсещ новатор, отдал целия си живот в служба на Военноморския ни флот и Родината ни. Изпълнил достойно своя служебен, граждански и патриотичен дълг към България. И ничия ръка не ще може да заличи тази памет и това светло име.

## Звания в НРБ
- капитан II ранг – 1947
- капитан I ранг – февруари 1950
- контраадмирал – септември 1950
- вицеадмирал – 1958
- адмирал – 1973